# Rifugio Oneglio Amprimo
Il rifugio Oneglio Amprimo (1.385 m s.l.m.) si trova in bassa val di Susa nel suo versante meridionale.

## Caratteristiche
Il rifugio si trova in località  Pian Cervetto.
Fu realizzato nel 1937. Distrutto durante la seconda guerra mondiale, fu in seguito ricostruito ed ampliato per portarlo agli attuali 48 posti letto.

## Accesso

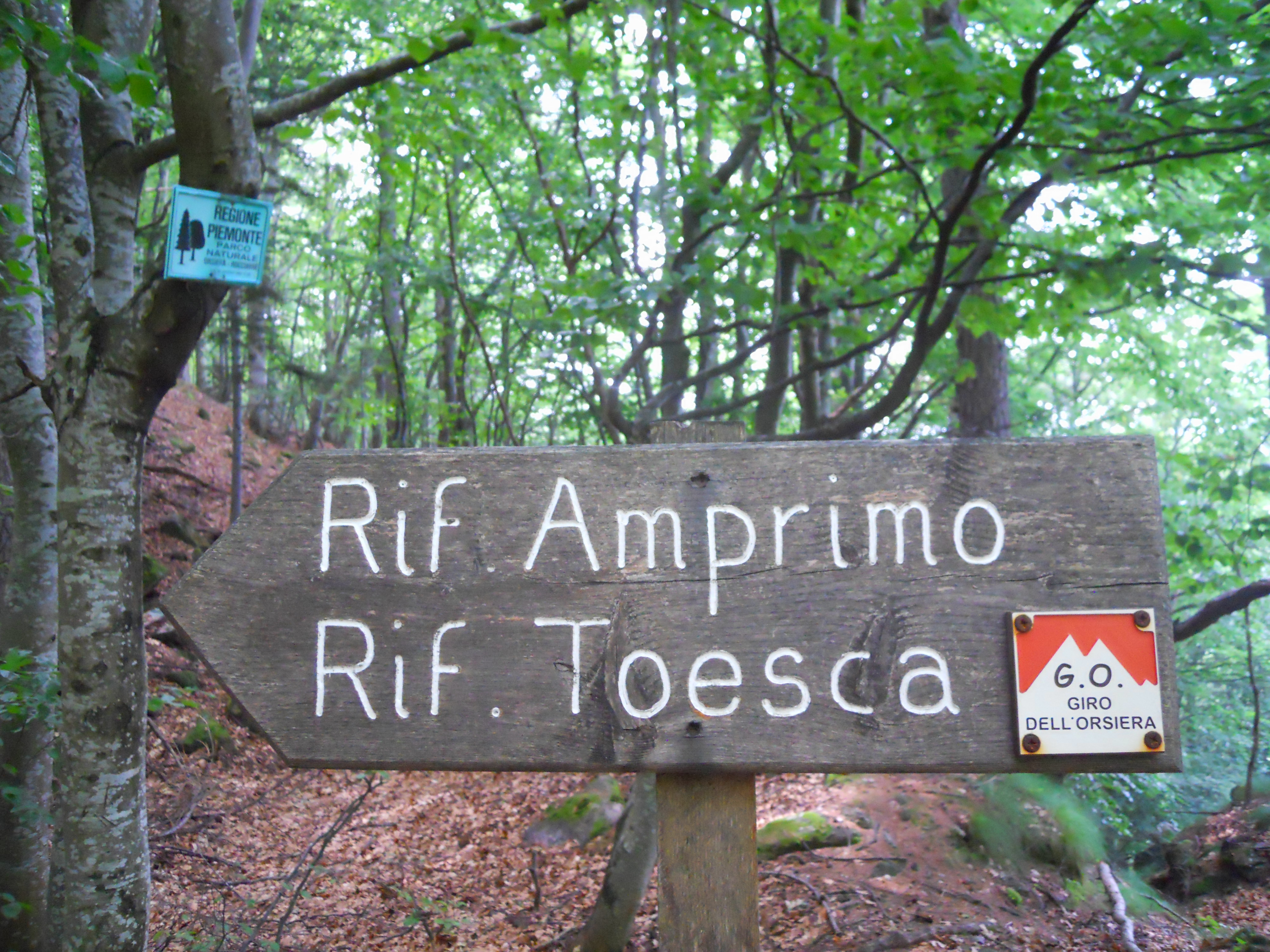
Segnavia per il rifugio

Salendo la val di Susa, all'altezza di San Giorio di Susa si imbocca una strada asfaltata che sale alla frazione Città ed alla frazione  Cortavetto. Dal parcheggio per le automobili, il rifugio è raggiungibile per sentiero in circa 40 minuti, con un percorso di Km.3.
Continuando per il sentiero a monte del rifugio, si sale successivamente al rifugio Toesca.

## Traversate
Si trova inoltre sul percorso del giro dell'Orsiera, itinerario escursionistico che percorre il periplo del monte Orsiera in 5 giorni, appoggiandosi ai rifugi del parco: rifugio Balma, rifugio Selleries, rifugio Toesca, rifugio Amprimo, rifugio Valgravio.

## Ascensioni
- Monte Orsiera - 2.878 m
- Punta Rocca Nera - 2.852 m
- Punta di Mezzodì - 2.769 m
- Punta Pian Paris - 2.742 m
- Punta del Villano - 2.663 m